# Elatostema velutinicaule
Elatostema velutinicaule är en nässelväxtart som beskrevs av H. Winkl.. Elatostema velutinicaule ingår i släktet Elatostema och familjen nässelväxter. Inga underarter finns listade i Catalogue of Life.